# Jean Sendy

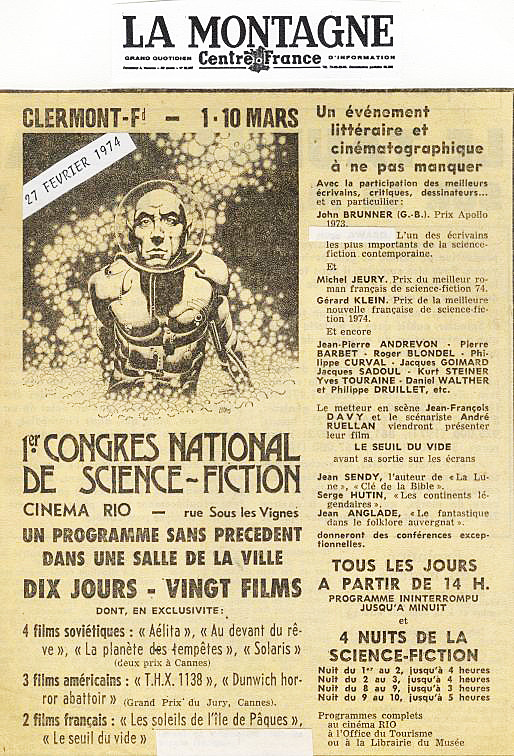
Bài báo, số ra tháng 2 năm 1974

Jean Sendy (1910–1978) là một nhà văn và dịch giả người Pháp, tác giả của các tác phẩm về hiện tượng bí truyền và UFO. Ông cũng là người sớm đề xướng giả thuyết phi hành gia cổ đại.

## Nhà du hành vũ trụ cổ
Ông đã viết quyển sách năm 1968 với nhan đề The Moon: The key to the Bible (Mặt Trăng: Chìa khóa dẫn đến Kinh Thánh) mà ông cho rằng chính từ "Elohim" được đề cập trong Sáng Thế ký viết bằng tiếng Do Thái của Kinh Thánh, thường được dịch là Chúa, trên thực tế nên được dịch theo số nhiều là "các vị Thần" bởi vì số ít của từ Elohim là Eloah. Ông tuyên bố rằng "các vị Thần" này thực sự là những người du hành vũ trụ (một chủng tộc ngoài hành tinh dạng người). Sendy tin rằng Sáng Thế ký là lịch sử thực tế của các phi hành gia cổ đại tới định cư ở Trái Đất đã trở thành "thiên thần trong ký ức của con người". Cuốn sách chứa đựng những ý tưởng tương tự như ý tưởng của giáo phái UFO Raël.
Trong quyển sách năm 1969 mang tên Những vị thần tạo ra Thiên đường và Trái đất, Sendy cho rằng những nhà du hành vũ trụ từ 23.500 năm trước đã đến hệ Mặt Trời trong một quả cầu rỗng lớn và gieo mầm nhân loại.

## Tác phẩm
- La lune: Clé de la Bible (bản dịch tiếng Anh The Moon: The key to the Bible) (1968) later edition (1974)
- Those Gods Who Made Heaven & Earth; the novel of the Bible (1969) later edition (1972) ISBN 0-425-02130-0
- The Coming of the Gods (1970) later edition (1973) ISBN 0-425-02398-2
- Moon Outpost Of Gods (1975) ISBN 0-425-02798-8

## Bài báo
- Premier Congres National de Science-Fiction – Clermont-Ferrand, France, March 1–10, 1974